# Hedaia angulata
Hedaia angulata är en kackerlacksart som först beskrevs av Henri Saussure 1891.  Hedaia angulata ingår i släktet Hedaia och familjen jättekackerlackor.
Artens utbredningsområde är Madagaskar. Inga underarter finns listade i Catalogue of Life.